# Convoy (County Donegal)
Convoy (irisch Conmhaigh, deutsch: „Ebene der Hunde“) ist eine Kleinstadt (Town) im County Donegal im Nordwesten der Republik Irland. Die Einwohnerzahl von Convoy wurde bei der Volkszählung 2022 mit 1702 Personen ermittelt.

## Geografie
Convoy liegt etwa 15 Kilometer südsüdöstlich von Letterkenny am Burn Dale im Osten der Grafschaft Donegal, etwa zehn Kilometer von der Grenze zu Nordirland. Durch die Gemeinde führt die R236 aus Richtung Ballybofey–Stranorlar weiter über Raphoe Richtung Saint Johnstown.

## Sehenswürdigkeiten
- anglikanische St. Ninian’s Church
- katholische Marienkirche
- presbyterianische Kirche
- alte Wollmühle

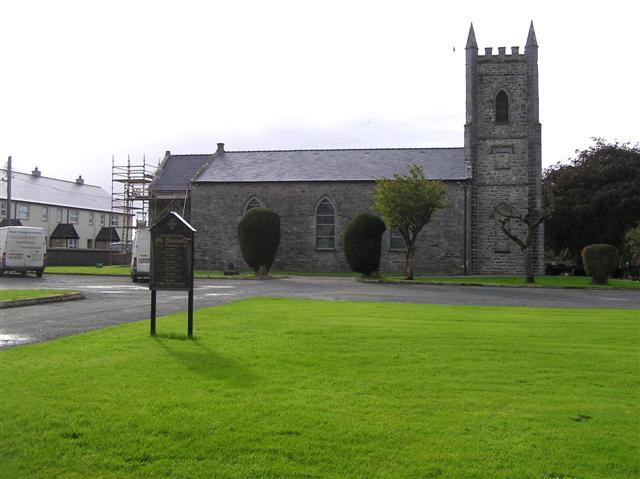
St. Ninian’s Church
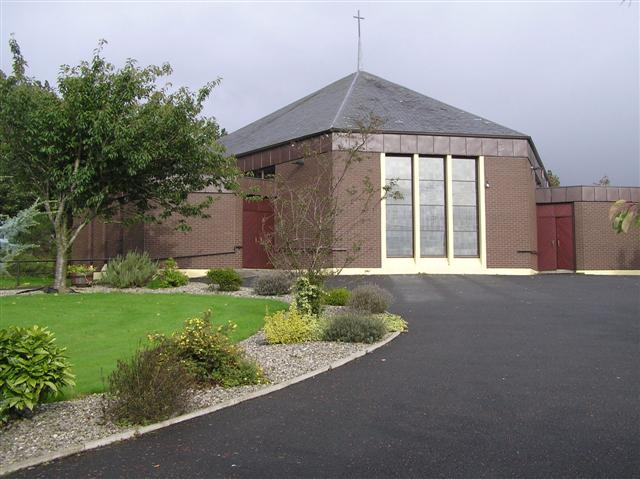
Marienkirche
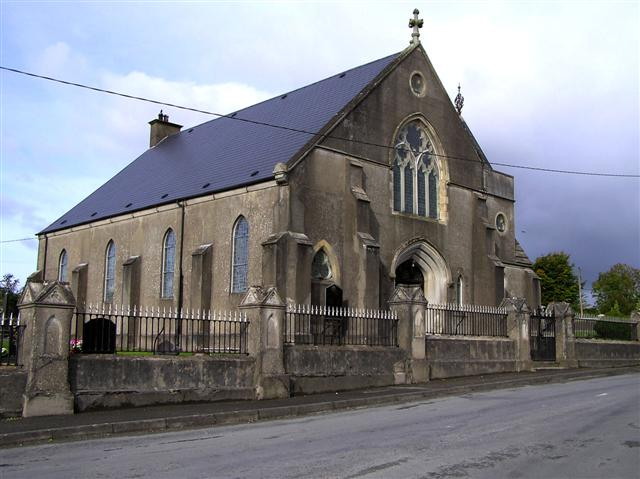
Presbyterianische Kirche
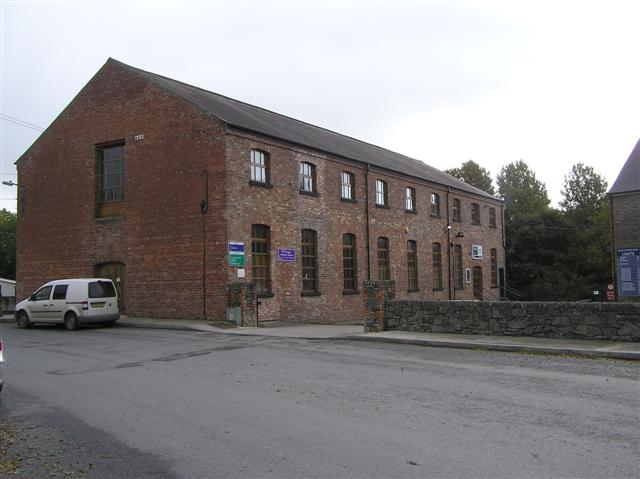
Wollmühle